# Милгром, Мордехай
Мордехай (Моти) Милгром (ивр. מרדכי מילגרום‎, англ. Mordehai Milgrom, род. 1946) — израильский физик, профессор кафедры физики элементарных частиц и астрофизики в Институте Вейцмана (Реховот, Израиль). Известен своей теорией «модифицированной ньютоновской динамики» (англ. Modified Newtonian dynamics, MOND), которая позволяет объяснить аномальное движение галактических объектов, не прибегая к гипотезе о тёмной материи.

## Биография и научная деятельность
Родился в Румынии, ещё ребёнком эмигрировал с семьёй в Израиль. В 1966 году получил степень бакалавра в Еврейском университете. Позже учился в Институте Вейцмана, защитил там докторскую степень в 1972 году.
Преподаёт в Институте Вейцмана по настоящее время. В период 1980—1981 и 1985—1986 годов работал в Институте перспективных исследований в Принстоне. Женат, имеет трёх дочерей.
В 1981 году. Милгром высказал идею о том, что второй закон Ньютона должен быть модифицирован для малых ускорений. В 1983 году, развивая эту идею, опубликовал теорию «модифицированной ньютоновской динамики».

## Основные труды
- Milgrom, Mordehai (Aug 2002), Does Dark Matter Really Exist?, Scientific American, pp. 42–50, 52
- Milgrom, Mordehai. MOND - A Pedagogical Review - M. Milgrom, 2001
- Milgrom, Mordehai. M. Milgrom @ Astrophysics Data System